# 손세익
손세익(孫世翼, 1971년 5월 28일 ~ )는 대한민국의 정치인이다.

## 학력
- 울산공업고등학교 졸업

## 경력
- ㈜세영윈도우 대표이사
- ㈜디자인진 대표이사
- (사)한국소아암백혈병협회 울산지부 이사
- 2009 ~ 2014 도산초등학교 운영위원장
- 2017.06 ~ 2020.03 남구 대현동 주민자치위원장
- 2019 대현초등학교 운영위원장
- 울산금강라이온스클럽 회장
- 강남학교운영위원장협의회 부회장
- 울산광역시 학교안전공제회 이사
- 울산매일봉사단 부단장
- 사단법인 보금자리NGO 자문
- 남구 재향군인회 이사
- 남구 구립교향악단 후원회 이사
- 민주평화통일자문회의 남구 자문위원
- 태양한신아파트 입주자대표 회장
- 미래통합당 울산시당 교육위원장
- 2020.04 ~ 2021.07 제8대 울산광역시 남구의회 의원
- 2020.07 ~ 2021.07 제8대 울산광역시 남구의회 의회운영위원회 부위원장
- 2020.07 ~ 2021.07 제8대 울산광역시 남구의회 복지건설위원회 부위원장

## 공직선거법 위반
2021년 7월 30일 '선거법 위반' 손세익 울산 남구의원 당선무효형 확정

## 역대 선거 결과
| 실시년도 | 선거        | 대수 | 직책   | 선거구                | 정당       | 득표수   | 득표율          | 순위 | 당락 | 비고           |
| -------- | ----------- | ---- | ------ | --------------------- | ---------- | -------- | --------------- | ---- | ---- | -------------- |
| 2020년   | 4·15 재보선 | 8대  | 구의원 | 울산 남구 (바 선거구) | 미래통합당 | 11,703표 | \| \| 46.06% \| | 1위  |      | 초선, 민선 7기 |
|          | 46.06%      |      |        |                       |            |          |                 |      |      |                |